# Jacquemontia reclinata
Jacquemontia reclinata är en vindeväxtart som beskrevs av Homer Doliver House och John Kunkel Small. Jacquemontia reclinata ingår i släktet Jacquemontia och familjen vindeväxter. Inga underarter finns listade i Catalogue of Life.